# Pankiewicz
Pankiewicz – nazwisko polskie (ros. i ukr. Панкевич, wym. ros. Pankiewicz, ukr. Pankewycz) występujące w Polsce, na Białorusi i Ukrainie oraz w Rosji. W Polsce na początku lat 90. nosiło je 3157 osób.
W 2016 w Niemczech w książkach telefonicznych nazwisko Pankiewicz występowało 28 razy, natomiast Pankevich 2 razy.

## Etymologia
Nazwisko Pankiewicz należy do grupy nazwisk patronimicznych (odojcowskich). Powstało poprzez dodanie przyrostka –ewicz do nazwy osobowej Panek, wywodzącej się od rzeczownika panek (pan, półpanek, szlachciura, szlachetka).

## Rody szlacheckie
Nazwisko Pankiewicz nosiło w Rzeczypospolitej kilka rodów szlacheckich. Byli to Pankiewiczowie herbu Ostoja, Pobóg i Trąby. Jeden ród pieczętował się herbem własnym.

## Znane osoby o nazwisku Pankiewicz
- Anastazy Pankiewicz (1882–1942) – bernardyn, błogosławiony
- Eugeniusz Pankiewicz (1857–1898) – kompozytor
- Ewa Panejko-Pankiewicz – himalaistka
- Henryk Pankiewicz (1917–1997) – farmaceuta
- Józef Pankiewicz (1866–1940) – malarz
- Krzysztof Pankiewicz (1951–2009) – taternik, alpinista, himalaista
- Maja Pankiewicz (ur. 1993) – aktorka
- Martyna Pankiewicz (ur. 1984) – poetka
- Michaił Pankiewicz (1757–1812) – rosyjski matematyk
- Ryszard Pankiewicz – historyk
- Tadeusz Pankiewicz – właściciel apteki Pod Orłem, odznaczony medalem Sprawiedliwy wśród Narodów Świata
- Wisła Pankiewicz (1922–2000) – socjolożka